# Gorsachius
Genre
Gorsachius est un genre d'oiseaux de la famille des Ardeidae.

## Liste d'espèces
D'après la classification de référence (version 14.1, 2024) de l'Union internationale des ornithologues, il y a 2 espèces du genre Gorsachius (ordre philogénique) :
- Gorsachius melanolophus (Raffles, 1822) – Bihoreau malais ;
- Gorsachius goisagi (Temminck, 1835) – Bihoreau goisagi.

À la suite de la mise à jour 14.1 de la classification de référence de l'Union internationale des ornithologues, le Bihoreau superbe (Oroanassa magnifica) et le Bihoreau à dos blanc (Calherodius leuconotus) ne sont plus du genre Gorsachius mais chaque espèce a été placée dans un genre monospécifique.